# Байтемир (озеро)
Байтемир (каз. Байтемір) — озеро в Фёдоровском районе Костанайской области Казахстана. Находится в 2 км к северу от села Успеновка.
По данным топографической съёмки 1943 года, площадь поверхности озера составляет 1,51 км². Наибольшая длина озера — 1,5 км, наибольшая ширина — 1,5 км. Длина береговой линии составляет 4,7 км, развитие береговой линии — 1,07. Озеро расположено на высоте 181,2 м над уровнем моря.